# Google Chat
Google Chat (anteriormente conocido como Hangouts Chat) es un software de comunicación desarrollado por Google creado para equipos que proporciona mensajes directos y salas de chat de equipo, junto con una función de mensajería grupal que permite compartir contenido de Google Drive. Es una de las dos aplicaciones que constituyen el reemplazo de Google Hangouts, la otra es Google Meet. Google planeó comenzar a retirar Google Hangouts en octubre de 2021
Inicialmente, solo estaba disponible para clientes de Google Workspace (anteriormente G Suite hasta octubre de 2020), con características idénticas en todos los paquetes, excepto la falta de retención de datos de Vault en el paquete básico. Sin embargo, en octubre de 2020, Google anunció planes para abrir Google Chat a los consumidores en 2021, una vez que Hangouts se haya retirado oficialmente, y Chat comenzó a implementarse en las cuentas de los consumidores en "acceso anticipado" en febrero de 2021. Hangouts seguirá siendo un producto de nivel de consumidor para las personas que usan cuentas estándar de Google. En abril de 2021, Google Chat estuvo completamente disponible de forma gratuita como un servicio de "Acceso anticipado", para los usuarios que decidan usarlo en lugar de Hangouts.

## Historia
Google Chat se llamaba Hangouts Chat antes de que fuera renombrado. Después del cambio de marca, y junto con un cambio similar para Hangouts Meet, la marca Hangouts se eliminará de Google Workspace.
Seguirá siendo un producto de nivel de consumidor para las personas que utilizan cuentas estándar de Google. Mientras que Google Meet introdujo las características anteriores para actualizar la aplicación original de Hangouts, algunas características estándar de Hangouts estaban en desuso, incluyendo la visualización de asistentes y el chat simultáneamente. El número de fuentes de vídeo permitidas a la vez también se redujo a 8 (mientras que hasta 4 fuentes se pueden mostrar en un diseño de tiles, priorizando a los asistentes que más recientemente usaron su micrófono. Además, se cambiaron características como el cuadro de chat para superponer las fuentes de vídeo, en lugar de cambiar el tamaño de esta última para que se ajuste.

### Migración desde Hangouts
Google anunció por primera vez su plan para comenzar a retirar Google Hangouts en octubre de 2019. En octubre de 2020, Google anunció que abriría Google Chat a los consumidores en 2021. Google también anunció que las conversaciones, los contactos y el historial de Hangouts se migrarían al chat de Google.

Logotipo anterior de Google Chat utilizado hasta diciembre de 2024

Google Chat comenzó a implementarse en cuentas de consumidores en "acceso temprano" en febrero de 2021, pero en ese momento Google declaró que Hangouts seguiría siendo un producto de nivel de consumidor para las personas que usan cuentas estándar de Google. En abril de 2021, Google Chat estuvo completamente disponible de forma gratuita como un servicio de "acceso temprano", para los usuarios que eligen usarlo en lugar de Hangouts.
En agosto de 2021, Google comenzó a cerrar automáticamente la sesión de los usuarios de Google Hangouts en iOS y Android y les notificó que cambiarán a Google Chat.
Google planea dejar obsoleto Google Hangouts y reemplazarlo con Google Chat a principios de 2022. En febrero de 2022, Google anunció planes para comenzar la migración final de todos los clientes de Google Workspace de Google Hangouts a Google Chat, que está programado para finalizar en mayo de 2022.

## Características
Google Chat se divide en dos secciones, chat y espacios. La sección de chat contiene conversaciones directas con otras personas y conversaciones grupales. Además de poder acceder a Google Chat desde su sitio web y aplicación, también se puede acceder a Google Chat a través de su integración con el sitio web y la aplicación de Gmail.

### Espacios
Los espacios, originalmente llamados salas, son una sala de chat grupal donde las personas pueden chatear, compartir archivos y asignar tareas. Cada espacio tiene tres pestañas, una pestaña de chat para chatear, una pestaña de archivos para compartir archivos y una pestaña de tareas para crear y asignar tareas.
Los espacios están diseñados para la colaboración en proyectos a largo plazo. A diferencia de los espacios, las conversaciones grupales solo admiten el chat y no tienen ninguna función de tarea ni una pestaña de archivos separada para ver una lista de archivos compartidos. Los espacios también permiten a los usuarios cambiar el nombre del chat, lo que no es posible con las conversaciones grupales, y permiten que los usuarios solo sean notificados cuando se los menciona.